# Смажениця
Смажени́ця або смаже́ня — страва із смажених яєць (переважно курячих).
На Закарпатті готують м'ясну смаженицю з підготовленого свинячого м'яса без кісток, яке нарізають на шматки. У гарячому смальці трохи підсмажують цибулю і моркву, нарізану кружальцями, кладуть шматки м'яса і смажать до півготовності. Потім квашену капусту з'єднують із м'ясом, додають томат-пюре, солять за смаком і тушкують до готовності.